# An ihrer Seite
An ihrer Seite (Originaltitel Away From Her) ist ein kanadischer Spielfilm aus dem Jahr 2006. Das Regiedebüt der kanadischen Schauspielerin Sarah Polley basiert auf der Kurzgeschichte The Bear Came Over the Mountain der kanadischen Schriftstellerin Alice Munro.

## Handlung
Der Film spielt in einer verschneiten Landschaft der kanadischen Provinz Ontario. Das Ehepaar Fiona und der pensionierte Universitätsprofessor Grant Anderson leben seit 20 Jahren im ehemaligen Haus von Fionas Großeltern inmitten der Natur. Fiona erkrankt an Alzheimer. Erste Vergesslichkeiten stellen sich ein. Als sie nach einem Skiausflug nicht mehr nach Hause kommt und Grant sie nach langer Suche desorientiert im Ort findet, scheint klar, dass ihr nur noch ärztliche Betreuung helfen kann.
Fiona und Grant beschließen, dass sie in ein Pflegeheim für Demenzkranke zieht. Die ersten 30 Tage darf Grant seine Frau, von der er die letzten 45 Jahre nie getrennt war, nicht besuchen, um ihre Eingewöhnung zu erleichtern. Als die Frist vorüber ist, hat sie sich mit dem ebenfalls erkrankten Aubrey angefreundet und scheint Grant nicht mehr als ihren Ehemann zu erkennen. Er ist für sie nun ein Bekannter, der so nett und so „hartnäckig“ ist, sie täglich zu besuchen. Grant wird zum Beobachter eines ungewöhnlichen Paares. Als er eines Tages Fiona in ihrem Zimmer besucht, trifft er sie in einer Situation, wie Fiona Aubrey tröstet, dessen Frau ihn aus finanzieller Not wieder zu sich nehmen will. In der Folge scheint Fiona mehr und mehr unter Aubreys Abwesenheit zu leiden. Sie verlässt kaum mehr das Zimmer und muss aufgrund ihres schlechten Gesundheitszustandes womöglich auf eine Abteilung für schwerere Fälle verlegt werden. Grant bemüht sich, Aubreys Ehefrau Marian dazu zu bewegen, Aubrey wieder ins Heim zu geben. Sie lehnt zunächst ab, ist von Grant jedoch sehr angetan und lädt ihn zu einem Ball ein, was Grant annimmt. Langsam kommen sich die beiden näher. Schließlich erlaubt sie Grant, Aubrey für einen Besuch ins Heim zu bringen. Als Grant jedoch mit Aubrey in die Klinik kommt, hat sich Fionas Gesundheitszustand kurzzeitig verbessert. Sie erkennt ihn als ihren Mann wieder und behauptet, dass er lange nicht da gewesen sei. Sie umarmen sich innig.

## Hintergrund
Der kanadische Regisseur Atom Egoyan, mit dem Sarah Polley zuvor mehrfach zusammengearbeitet hat, ist Executive Producer des Films. Seine Uraufführung erlebte der Film am 11. September 2006 beim Toronto Film Festival. Im Januar 2007 lief er im offiziellen Programm des Sundance Film Festival, im Februar 2007 wurde er auf der Berlinale in der Sektion Panorama erstmals in Deutschland gezeigt. In die deutschen Kinos kam der Film am 6. Dezember 2007 im Majestic Filmverleih.

## Kritiken
- Berliner Zeitung, 14. Februar 2007: „Der Film ist eine zarte Hommage an Julie Christie, schon seit längerem eine Art Ersatzmutter für die Halbwaise Polley. Christie gibt der Alzheimer-Krankheit – darf man das sagen? – Grazie, mit leiser Ironie, aber ohne einen Hauch von falschem Kitsch.“[3]

- Der Tagesspiegel, 15. Februar 2007: „Eine Liebesgeschichte, die über Bande spielt. Und eine Studie allmählichen Verfalls. Allein wie es Julie Christie gelingt, ihrer Fiona noch im Status der Auflösung Würde, Charme und Schönheit zu bewahren, das ist die vielleicht größte Leistung dieses bei aller Tragik hoffnungsvollen Debüts.“[4]

- Frankfurter Rundschau, 16. Februar 2007: „Bei diesem Thema fällt einem viel ein, was man falsch machen kann, aber Polley macht auf wundervolle Weise alles richtig und setzt ihr Publikum weder ins lauwarme Gefühlsbad noch bettelt sie um Anteilnahme.“[5]

- ZDF-Online, 11. Februar 2007, Christian Raupach: „Julie Christies Darstellung ist, das darf man hier einmal so sagen, eine schauspielerische Offenbarung. Die bezaubernd feine Dame und liebende Gattin, die langsam ihrem Mann entschwindet – ihre natürliche, erotische Ausstrahlung zieht in Bann. Aber auch die anderen Darsteller, darunter Olympia Dukakis, machen diesen Film zu einem schauspielerischen Erlebnis.“[6]

- Perlentaucher, 14. Februar 2007: „Sarah Polley ist gerade 28 Jahre alt geworden. Dass sie einen so stimmigen und beeindruckenden Film über ein Ehepaar drehen konnte, das länger verheiratet ist als sie auf der Welt, ist ein wenig unheimlich.“[7]

## Auszeichnungen
An ihrer Seite gewann unter anderem den ACTRA Award (Pinsent), den Preis der "Directors Guild of Canada" und der "Writers Guild of Canada" jeweils für den besten Film des Jahres. Bei den Satellite Awards 2007 war die Produktion viermal nominiert: Sarah Polley für Drehbuch, Bestes Filmdrama sowie Regie und Julie Christie als Beste Hauptdarstellerin in einem Drama. Im selben Jahr gewann Julie Christie den renommierten Darstellerpreis des National Board of Review. 2008 erhielt sie den Golden Globe Award in der Kategorie Beste Hauptdarstellerin (Drama) und wurde für den Oscar nominiert. Sarah Polley erhielt eine Oscar-Nominierung für ihr Drehbuch.